# Karl Ubl
Karl Ubl (* 15. Mai 1973 in Wien) ist ein österreichischer Historiker. Er lehrt seit 2011 als Professor für Mittelalterliche Geschichte mit dem Schwerpunkt Früh- und Hochmittelalter an der Universität zu Köln.

## Leben
Karl Ubl studierte von 1991 bis 1995 Geschichte, Philosophie und Historische Hilfswissenschaften an der Universität Wien. Von 1992 bis 1995 absolvierte er den  Ausbildungslehrgang am Institut für Österreichische Geschichtsforschung. 1996/1997 folgte der Wehrdienst. 1999/2000 wurde er an der Universität Heidelberg promoviert mit einer von Jürgen Miethke betreuten Untersuchung über Engelbert von Admont. Ubl war von 2001 bis 2007 Assistent für mittelalterliche Geschichte bei Wilfried Hartmann an der Universität Tübingen. 2007 erfolgte in Tübingen seine Habilitation in mittelalterlicher Geschichte und Historischen Hilfswissenschaften. Seit 2008 war er in Tübingen Akademischer Rat für mittelalterliche Geschichte. Im Sommersemester 2009 lehrte er für Frank Rexroth als Vertretungsprofessor für Geschichte des Hoch- und Spätmittelalters an der Universität Göttingen. Im Wintersemester 2010/2011 und im Sommersemester 2011 war Ubl wegen eines Forschungsjahres am Institute for Advanced Study tätig.
Seit dem Wintersemester 2011/2012 lehrt er in der Nachfolge von Klaus Zechiel-Eckes als Professor für mittelalterliche Geschichte mit Schwerpunkt Früh- und Hochmittelalter an der Universität zu Köln. Seit 2011 ist er im Wissenschaftlichen Beirat der Historischen Zeitschrift. Im Jahre 2014 war er Gastprofessor an der École pratique des hautes études. Seit 2014 ist Ubl Mitglied des Konstanzer Arbeitskreises für mittelalterliche Geschichte. Seit 2015 ist er Mitglied der Zentraldirektion der Monumenta Germaniae Historica. Im Februar 2017 lehnte er den Ruf auf die mit der MGH-Präsidentschaft verbundene Professur für Mittelalterliche Geschichte an der Ludwig-Maximilians-Universität München ab. Ubl leitet zusammen mit Gudrun Gersmann die 2018 gegründete „Forschungsstelle Geschichte Kölns“. Er ist Mitglied der Vereinigung für Verfassungsgeschichte.
Im Jahr 2023 wurde Ubl zum korrespondierenden Mitglied der British Academy gewählt und 2024 wurde er Corresponding Fellow der Medieval Academy of America.

## Forschungsschwerpunkte
Seine Forschungsschwerpunkte sind die Geschichte der politischen Theorie, die Bildungsgeschichte im Spätmittelalter, die Geschichte der Stadt Köln im frühen Mittelalter, die Edition der Gutachten des Jean de Pouilly zum Templerprozess sowie die Rechtsgeschichte im Frühmittelalter. Mit seiner Dissertation veröffentlichte er die erste umfangreiche Arbeit zu Engelbert von Admont. Er legte den Speculum virtutum Engelberts von Admont zum ersten Mal in einer kritischen Edition vor. Dieser war bis dahin nur in einem Abdruck des Melker Stiftsbibliothekars Bernhard Pez nach einer fehlerhaften Handschrift des Wiener Schottenklosters zugänglich. Gemeinsam mit William J. Courtenay wurden zwei Quaestiones des Jean de Pouilly und ein Gutachten, das unter Vorbehalt dem königlichen Rat Guillaume de Plaisians zugewiesen wird, erstmals in vollständiger Edition vorgelegt. Mit der Edition liegt eine wichtige Veröffentlichung für den Bereich der Templer-, Rechts- und Universitätsgeschichte vor. Seine Habilitationsschrift behandelt die Entwicklung und die Geschichte des kanonischen Inzestverbotes im Zeitraum von 300 bis 1100. Ubl begründet den hohen Stellenwert des Inzestverbotes im Frühmittelalter mit „dem Bedürfnis nach der Herstellung einer öffentlichen Ordnung in einem Zeitalter ihrer zunehmenden Erosion [...] weil Ehe und Familie unter den Bedingungen der Entdifferenzierung des Rechtswesens in höherem Maße als Grundlagen der sozialen Integration angesehen wurden und infolgedessen einer höheren Aufmerksamkeit und Regulierung in moralischer, theologischer und auch juristischer Hinsicht für nötig befunden wurden“. Ludwig Schmugge würdigte die Arbeit als einen „Meilenstein in der Erforschung der Inzestgesetzgebung“. Nach Johannes Fried kann die Bedeutung der Untersuchung „für die Sozial- und Adelsgeschichte der behandelten Epoche und damit für die Allgemeingeschichte nicht hoch genug veranschlagt werden kann.“
Anlässlich des dritten Todestages von Klaus Zechiel-Eckes fand im Februar 2013 eine Tagung an der Universität zu Köln statt. Die Beiträge gab Ubl zusammen mit Daniel Ziemann 2015 heraus. Im Jahr 2014 veröffentlichte er eine Überblicksdarstellung über die Karolinger. Die Besonderheit des Karolingerreiches ist für Ubl die „enge Verschränkung von Religion und Politik, kirchlichen Institutionen und Königtum, Theologie und Herrschaftsrepräsentation“. Die epochale Bedeutung der Karolinger für die europäische Geschichte sieht Ubl vor allem darin, „den ehemaligen Westen des römischen Reiches mit einer neuen Schicht kultureller Homogenität überzogen zu haben“. Er veröffentlichte 2017 ein Buch über die Lex Salica. Dabei berücksichtigte er nicht nur die früheste, sondern die Gesamtüberlieferung, die sich auf fast neunzig Handschriften stützt. Er versteht seine Darstellung über dieses Rechtsdokument „als einen Beitrag zur Kulturgeschichte des Rechts. Es beruht auf der Annahme, dass sich die Bedeutung von Normen erst durch die Berücksichtigung der religiösen, moralischen, politischen und kulturellen Überzeugungen einer Gemeinschaft erschließt“. Die Lex Salica hat für ihn eine „gemeinschaftsbildende Funktion“, die einen bedeutenden „Beitrag zur Integration und Stabilisierung“ leistete.
Die Nordrhein-Westfälische Akademie der Wissenschaften und Künste fördert ab 2014 mit insgesamt 5,28 Millionen Euro Ubls Neuedition der fränkischen Herrschererlasse („Kapitularien“) der Karolinger im Rahmen der Monumenta Germaniae Historica. Das Projekt hat eine Laufzeit von 16 Jahren. Die Kapitularien zählen zu den wichtigsten Quellen in der Geschichte des Frankenreichs vom 6. bis zum 10. Jahrhundert. Die einzelnen Sammlungen von Kapitularien sollen digitalisiert werden, und es sollen die Kapitularien in der Form, in der sie vom Herrscher ausgingen, aus den einzelnen Sammlungen erschlossen werden. Die Arbeit an der Neuedition der karolingischen Kapitularien bot auch den Anlass für eine erneute Bestandsaufnahme Pippins des Jüngeren, des ersten karolingischen Königs. Zum 1250. Todestag Pippins des Jüngeren wurde im September 2018 an der Universität zu Köln eine Tagung mit Forschern aus dem In- und Ausland abgehalten. Dabei wurden die Veränderungen in der Zentrale der Königsherrschaft sowie die Beziehungen zwischen dem Zentrum und der Peripherie des Frankenreichs thematisiert. Damit widmete sich erstmals eine Tagung ausschließlich diesem König. Die Beiträge der Tagung gaben Ubl und Patrick Breternitz 2020 heraus.
Für die von Werner Eck herausgegebene Geschichte der Stadt Köln verfasste er den Band zwischen der Spätantike und dem Hochmittelalter. Es steht in seiner Darstellung nicht die Formierung der bischöflichen Stadtherrschaft, sondern die Entwicklung der Stadt zum „Heiligen Köln“ im Mittelpunkt. Ubl legte mit diesem Werk nicht nur eine umfassende Arbeit zur Geschichte dieser Stadt für die Zeit von 400 bis 1100 vor, sondern zeigt auch beispielhaft, wie mit den methodischen Herausforderungen einer quellenarmen Zeit umzugehen ist.

## Schriften
Monographien
- Köln im Frühmittelalter (400–1100). Die Entstehung einer heiligen Stadt (= Geschichte der Stadt Köln. Bd. 2). Greven, Köln 2022, ISBN 978-3-7743-0440-6.
- Sinnstiftungen eines Rechtsbuchs. Die Lex Salica im Frankenreich (= Quellen und Forschungen zum Recht im Mittelalter. Bd. 9). Thorbecke, Ostfildern 2017, ISBN 978-3-7995-6089-4.
- Die Karolinger. Herrscher und Reich (= Beck’sche Reihe. Bd. 2828). Beck, München 2014, ISBN 978-3-406-66175-4.
- mit William J. Courtenay: Gelehrte Gutachten und königliche Politik im Templerprozeß (= Monumenta Germaniae historica. Bd. 51). Hahn, Hannover 2010, ISBN 978-3-7752-5711-4.
- Inzestverbot und Gesetzgebung. Die Konstruktion eines Verbrechens (300–1100) (= Millennium-Studien. Bd. 20). De Gruyter, Berlin u. a. 2008, ISBN 978-3-11-020296-0 (Zugleich: Tübingen, Universität, Habilitations-Schrift, 2007).
- Die Schriften des Alexander von Roes und des Engelbert von Admont. Teil 2: Speculum virtutum, Hahn, Hannover 2004, ISBN 3-7752-0300-1.
- Engelbert von Admont. Ein Gelehrter im Spannungsfeld von Aristotelismus und christlicher Überlieferung. Oldenbourg, Wien 2000, ISBN 3-7029-0449-2 (Zugleich: Heidelberg, Universität, Dissertation, 1999/2000).

Herausgeberschaften
- mit Bernhard Jussen: Die Sprache des Rechts. Historische Semantik und karolingische Kapitularien (= Historische Semantik. Bd. 33). Vandenhoeck & Ruprecht, Göttingen 2022, ISBN 978-3-525-31141-7.
- mit Patrick Breternitz: Pippin der Jüngere und die Erneuerung des Frankenreichs (= Relectio. Bd. 3). Thorbecke, Ostfildern 2020, ISBN 978-3-7995-2803-0.
- mit Daniel Ziemann: Fälschung als Mittel der Politik? Pseudoisidor im Licht der neuen Forschung. Gedenkschrift für Klaus Zechiel-Eckes (= Monumenta Germaniae historica. Studien und Texte. Bd. 57). Harrassowitz, Wiesbaden 2015, ISBN 978-3-447-10335-0.